# Аййам-и-Ха
Аййам-и-Ха (Айям-и-Ха, Айам-и-Ха) — это так называемые вставные дни в календаре Бади, когда бахаи празднуют Фестиваль Аййам-и-Ха. Четыре или пять дней этого периода добавлены между последними двумя месяцами календаря (Мульк и Ала). В зависимости от длительности Аййам-и-Ха каждый последующий год всегда начинается во время весеннего равноденствия.
В 2018 году Аййам-и-Ха празднуется от заката в субботу 24 февраля до заката в четверг, 1 марта.

## История
Баб, основатель Веры Баби, установил календарь Бади в Персидском Баяне. Календарь состоит из 19 месяцев по 19 дней и вставных дней, что позволяет ему соответствовать солнечному календарю. Введение вставных дней обозначило явный разрыв с Исламом, поскольку для исламского календаря в Коране была ясно запрещена практика вставных дней. Однако Баб не указал, когда в календаре должны быть промежуточные дни. Бахаулла, который говорил о том, что Его Явление было предсказано Бабом, подтвердил и принял календарь Бади в книге Своих законов Китаб-и-Акдас. Он поместил вставные дни до месяца поста «Ала», девятнадцатого и последнего месяца, и дал этим дням имя «Аййам-и-Ха» или «Дни Ха». До 172 года Эры Бахаи (2015 по григорианскому календарю), Аййам-и-Ха праздновался от заката 25 февраля до заката 1 марта.

## Символизм и празднование
Девятнадцать месяцев календаря Бади названы в честь качеств Бога.
Аййам-и-Ха переводится как «Дни Ха». «Ха» - это арабская буква, соответствующая русской «Х», что означает превосходство Бога над Его качествами, поскольку Его имя «Ха» использовалось как символ сущности Бога в священных писаниях бахаи. Согласно арабской системе абджад, буква «Ха»  имеет числовое значение пять, что равно максимальному количеству дней в Аййам-и-Ха.
Во время Фестиваля Аййам-и-Ха бахаи поощряют прославлять Бога и Его единство, проявлять любовь, дружелюбие и гостеприимство. Чтобы проявлять эти качества, бахаи дарят и принимают подарки. Многие бахаи обмениваются небольшими подарками, потому что ценность последних не является главным элементом праздника. Это также время благотворительности, и бахаи часто участвуют в различных проектах гуманитарного характера.